# Hermann Garbe
Hermann Garbe (* 24. Februar 1874 in Sandow bei Cottbus; † im 20. Jahrhundert) war ein deutscher Politiker (SPD).
Garbe besuchte die Volksschule und arbeitete von 1901 bis 1907 als Bergmann. Er wurde Mitglied der SPD und der Gewerkschaft. Von September 1907 bis Januar 1920 war er hauptberuflicher Bezirksleiter des Deutschen Bergarbeiterverbandes mit Sitz in Senftenberg, ab 1910 in Halle/Saale. Vom 15. Januar 1920 bis 1928 war er Geschäftsführer bzw. Direktor des Mitteldeutschen Braunkohlen-Syndikats in Halle, seit 1925 in Leipzig. Turnusgemäß schied er im Mai 1933 aus der Geschäftsführung aus. Der weitere Lebensweg ist unbekannt.
1912 war er Kandidat bei den Reichstagswahlen für den Wahlkreis Merseburg. Er war Vorsitzender der Pressekommission der „Volksstimme“ Halle/Saale und Geschäftsführer, Mitglied des SPD-Bezirksvorstandes Merseburg und Vorstandsmitglied des SPD Wahlvereins Halle.
Nach der Novemberrevolution wurde er 1919 in die verfassungsgebende Preußische Landesversammlung gewählt. 1921 wurde er in den Provinziallandtag der Provinz Sachsen gewählt und gehörte diesem bis 1925 an. Der Provinziallandtag wählte ihn in den Preußischen Staatsrat. Dem Staatsrat gehörte er vom 11. Oktober 1921 bis zum 25. Januar 1925 als stellvertretendes Mitglied und vom 25. Januar bis April 1925 als ordentliches Mitglied an.